# Língua inglesa
A língua inglesa, ou inglês (em inglês: English) é uma língua indo-europeia germânica ocidental que surgiu nos reinos anglo-saxônicos da Inglaterra e se espalhou para o que viria a tornar-se o sudeste da Escócia, sob a influência do reino anglo medieval da Nortúmbria. Após séculos de extensa influência da Grã-Bretanha e do Reino Unido desde o século XVIII, através do Império Britânico, e dos Estados Unidos desde meados do século XX, o inglês tem sido amplamente disperso em todo o planeta, tornando-se a principal língua do discurso internacional, uma língua franca em muitas regiões e também é o segundo idioma de muitas pessoas em vários países pelo mundo. O idioma é amplamente aprendido como uma segunda língua e usado como língua oficial da União Europeia, das Nações Unidas e de muitos países da Commonwealth, bem como de muitas outras organizações mundiais. É o terceiro idioma mais falado em todo o mundo como primeira língua, depois do mandarim e do espanhol.
Historicamente, o inglês originou-se da fusão de línguas e dialetos, hoje denominados coletivamente como inglês antigo, que foram trazidos para a costa leste da Grã-Bretanha por povos germânicos (anglo-saxões) no século V, sendo a palavra "english" derivada do nome dos anglos e, finalmente, de sua região ancestral de Angeln (no que é agora Schleswig-Holstein). Um número significativo de palavras em inglês é construído com base nas raízes do latim, visto que esse idioma foi, de alguma forma, a língua franca do cristianismo e do intelectualismo europeu. O inglês foi mais influenciado pela língua nórdica antiga, devido a invasões viquingues nos séculos VIII e IX.
A conquista normanda da Inglaterra no século XI originou fortes empréstimos do franco-normando e as convenções de vocabulário e ortografia começaram a dar a aparência superficial de uma estreita relação do inglês com as línguas românicas, o que agora é chamado de inglês médio. A Grande Mudança Vocálica, que começou no sul da Inglaterra no século XV é um dos eventos históricos que marcam o surgimento do inglês moderno a partir do inglês médio.
Devido à assimilação das palavras de muitos outros idiomas ao longo da história moderna, o inglês contém um vocabulário muito grande. O inglês moderno não só assimilou palavras de outras línguas europeias, mas também de todo o mundo, incluindo palavras do hindi e de origens africanas. O Oxford English Dictionary lista mais de 250 000 palavras distintas no idioma, não incluindo muitos termos técnicos, científicos ou gírias.

## História

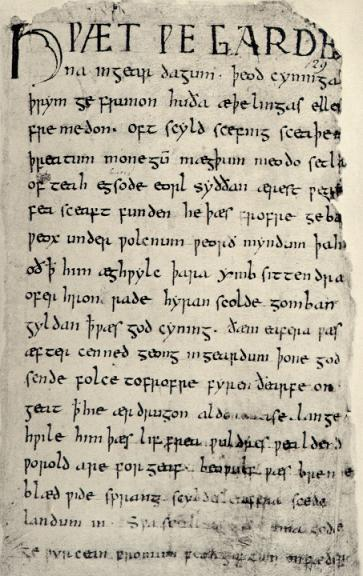
Primeira página do manuscrito Beowulf.

O inglês é uma língua germânica ocidental que se originou a partir dos dialetos anglo-frísio e saxão antigo trazidos para a Grã-Bretanha por colonos germânicos de várias partes do que é hoje o noroeste da Alemanha, Dinamarca e Países Baixos. Até essa época, a população nativa da Bretanha Romana falava a língua celta britânica com influência acroletal do latim a partir da ocupação romana de 400 anos.
Uma das tribos germânicas que chegaram à Grã-Bretanha foram os anglos, que Beda acreditava terem mudado completamente a Bretanha. Os nomes england (de Engla land ou "terra dos anglos") e english (do inglês antigo englisc) são derivados do nome dessa tribo; no entanto saxões, jutos e uma variedade de povos germânicos a partir das costas da Frísia, Baixa Saxônia, Suécia e Jutlândia do Sul também se mudaram para a Grã-Bretanha nesta época.
Inicialmente, o inglês antigo era um grupo diverso de dialetos, o que reflete as origens variadas dos reinos anglo-saxões da Grã-Bretanha, mas um desses dialetos, o saxão ocidental, por fim passou a dominar e é neste que o poema Beowulf foi escrito.
O inglês antigo mais tarde foi transformado por duas ondas de invasões. O primeiro foi por falantes do ramo linguístico germânico setentrional, quando Haldano e Ivar, o Desossado começaram a conquista e a colonização do norte das Ilhas Britânicas, nos séculos VIII e IX (ver Danelaw). A segunda foi por falantes do normando antigo, uma língua românica, no século XI com a conquista normanda da Inglaterra. O normando desenvolveu-se para anglo-normando e depois para anglo-francês, quando introduziu uma nova gama de palavras, especialmente através dos tribunais e do governo. Além do alargamento do léxico com palavras escandinavas e normandas, estes dois eventos também simplificaram a gramática e transformaram o inglês em uma linguagem de empréstimo, mais aberta para aceitar novas palavras de outras línguas.
As mudanças linguísticas no inglês após a invasão normanda produziu o que é agora conhecido como inglês médio, sendo The Canterbury Tales, de Geoffrey Chaucer, a obra mais conhecida.
Durante todo este período o latim, de alguma forma, era a língua franca da vida intelectual europeia, em primeiro lugar o latim medieval do cristianismo, mas depois o latim humanista da Renascença e aqueles que escreveram ou copiaram textos em latim comumente cunharam novos termos do idioma para se referir a coisas ou conceitos para os quais não havia nenhuma palavra nativa existente no inglês.
O inglês moderno, que inclui as obras de William Shakespeare e a Bíblia King James, é geralmente datado de cerca de 1550, e quando o Reino Unido se tornou uma potência colonial, o idioma serviu como língua franca das colônias do Império Britânico. No período pós-colonial, algumas das nações recém-criadas que tinham várias línguas nativas optaram por continuar a empregar o inglês como língua franca para evitar as dificuldades políticas inerentes à promoção de qualquer língua própria acima das outras. Como resultado do crescimento do Império Britânico, o inglês foi adoptado na América Anglo-Saxônica, Índia, África, Austrália e em muitas outras regiões, uma tendência alargada com o surgimento dos Estados Unidos como uma superpotência em meados do século XX, nomeadamente após a Segunda Guerra Mundial.

## Distribuição geográfica
Cerca de 375 milhões de pessoas falam inglês como sua primeira língua. O inglês hoje é provavelmente a terceira maior língua em número de falantes nativos, depois do mandarim e do espanhol. No entanto, quando se combina nativos e não nativos é provavelmente a língua mais falada no mundo, embora eventualmente a segunda, ficando atrás de uma combinação dos idiomas chineses (dependendo ou não das distinções esses idiomas são classificados como "línguas" ou "dialetos").
As estimativas que incluem falantes do inglês como segunda língua variam entre 470 milhões a mais de um bilhão, dependendo de como a alfabetização ou o domínio é definido e medido. O professor de Linguística David Crystal calcula que os não-falantes já superam o número de falantes nativos em uma proporção de 3-1.
Os países com maior população de falantes nativos de Inglês são, em ordem decrescente: Estados Unidos (215 milhões), Reino Unido (61 milhões), Canadá (18,2 milhões), Austrália (15,5 milhões), Nigéria (4 milhões), Irlanda (3,8 milhões), África do Sul (3,7 milhões), e Nova Zelândia (3,6 milhões), conforme censo de 2006. Entretanto, apesar de os Estados Unidos ser o país com o maior número de nativos que falam esta língua, o inglês não é o idioma oficial do país, que não têm, em sua Constituição, a designação de um idioma oficial, ao contrário do Brasil, por exemplo, que define o português como sua língua constitucional. É possível, inclusive, que cada estado norte-americano adote a língua que quiser como a sua oficial, bastando para isso criar um artigo em sua legislação estadual.
Países como as Filipinas, Jamaica e Nigéria também têm milhões de falantes nativos de dialetos contínuos que vão do crioulo de base inglesa à versão mais padrão do inglês. Dessas nações onde o inglês é falado como segunda língua, a Índia tem o maior número de falantes (inglês indiano). Crystal afirma que, combinando os falantes nativos e não nativos, a Índia agora tem mais pessoas que falam ou entendem o inglês do que qualquer outro país do mundo.

### Idioma global
O inglês deixou de ser uma "linguagem inglesa", no sentido de pertencer apenas às pessoas que são etnicamente inglesas. O uso do idioma está crescendo ao redor do mundo para a comunicação internacional. A maioria das pessoas aprendem inglês por razões práticas, em vez de ideológicas. Muitos falantes do inglês na África tornaram-se parte de uma comunidade linguística "afro-saxã" que une africanos de diferentes países.
O inglês moderno, por vezes descrito como a primeira língua franca global, também é considerado como a primeira língua mundial. O idioma é o mais usado do mundo em publicações de jornais e livros, nas telecomunicações internacionais, na publicação científica, no comércio internacional, no entretenimento de massa e na diplomacia. O inglês é, por um tratado internacional, a base para as línguas naturais controladas. Seaspeak e Airspeak são utilizadas como línguas internacionais auxiliares de navegações marítimas e da aviação. O inglês substituiu o alemão como língua dominante na pesquisa científica e atingiu paridade com o francês como uma língua diplomática após as negociações do Tratado de Versalhes em 1919.
Na época da fundação da Organização das Nações Unidas no fim da Segunda Guerra Mundial, o inglês tornou-se proeminente e é agora a principal língua em todo o mundo das relações internacionais, além de ser uma das seis línguas oficiais das Nações Unidas. Muitas outras organizações internacionais em todo o mundo, como o Comitê Olímpico Internacional e a União Europeia, especificam o inglês como sua língua de trabalho ou oficial. Apesar de na maioria dos países o inglês não ser uma língua oficial, é atualmente a língua mais frequentemente ensinada como língua estrangeira.

## Alfabeto inglês
O inglês é escrito no alfabeto latino, sem nenhum carácter especial. Há aparentes exceções em palavras que mantém a grafia estrangeira, como naïve, Noël e fête. Os nomes das letras são os seguintes:
|                 | A     | B      | C      | D       | E     | F     | G       | H       | I      | J           | K      | L      | M                       |
| nome            | a     | bee    | cee    | dee     | e     | ef    | gee     | aitch   | i      | jay         | kay    | el     | em                      |
| pronúncia (IPA) | /ˈeɪ/ | /ˈbiː/ | /ˈsiː/ | /ˈdiː/  | /ˈiː/ | /ˈεf/ | /ˈdʒiː/ | /ˈeɪtʃ/ | /ˈaɪ/  | /ˈdʒeɪ/     | /ˈkeɪ/ | /ˈεɫ/  | /ˈεm/                   |
|                 | N     | O      | P      | Q       | R     | S     | T       | U       | V      | W           | X      | Y      | Z                       |
| nome            | en    | o      | pee    | cue     | ar    | ess   | tee     | u       | vee    | double-u    | ex     | wye    | zee (EUA) ou zed (R.U.) |
| pronúncia (IPA) | /ˈɛn/ | /ˈoʊ/  | /ˈpiː/ | /ˈkjuː/ | /ˈɑr/ | /ˈɛs/ | /ˈtiː/  | /ˈjuː/  | /ˈviː/ | /ˈdʌbəɫjuː/ | /ˈɛks/ | /ˈwaɪ/ | /ˈziː/ ou /ˈzed/        |

## Fonologia

### Vogais
| AFI        | Descrição                                                                      | exemplo    |
| monotongos | monotongos                                                                     | monotongos |
| ---------- | ------------------------------------------------------------------------------ | ---------- |
| i/iː       | alta, anterior, não-arredondada                                                | bead       |
| ɪ          | média alta, central anterior, não-arredondada                                  | bid        |
| ɛ          | média baixa, anterior, não-arredondada                                         | bed        |
| æ          | média baixa, anterior, não-arredondada                                         | bad        |
| ɒ          | baixa, posterior, arredondada                                                  | box        |
| ɔ/ɑ        | média baixa, posterior, arredondada                                            | pawed      |
| ɑ/ɑː       | baixa, posterior, não-arredondada                                              | bra        |
| ʊ          | média alta, central posterior                                                  | good       |
| u/uː       | alta, posterior, arredondada                                                   | booed      |
| ʌ/ɐ/ɘ      | média baixa, posterior, não-arredondada; média baixa, central                  | bud        |
| ɜː ou ɝ    | média baixa, central, não-arredondada ou retroflexa                            | bird       |
| ə          | média baixa, posterior, não-arredondada                                        | Rosa's     |
| ɨ          | alta, central, não-arredondada                                                 | roses      |
| Ditongos   |                                                                                |            |
| e(ɪ)/eɪ    | média alta, anterior, não-arredondada alta, anterior não-arredondada           | bayed      |
| o(ʊ)/əʊ    | média alta, posterior, arredondada média alta, central posterior               | bode       |
| aɪ         | baixa, anterior, não-arredondada média alta, central anterior, não-arredondada | cry        |
| aʊ         | baixa, anterior, não-arredondada média alta, central posterior                 | bough      |
| ɔɪ         | média baixa, posterior, arredondada alta, anterior, não-arredondada            | boy        |
| ʊɚ/ʊə      | média alta, central posterior média baixa, posterior, não arredondada          | boor       |
| ɛɚ/ɛə/eɚ   | média baixa, anterior, não-arredondada média baixa, posterior, não arredondada | fair       |

### Consoantes
Este é o sistema de consoantes da língua inglesa, transcritos com os símbolos do Alfabeto Fonético Internacional (AFI).
|                  | Bilabiais | Labio- dentais | Dentais | Alveolares | Palato- alveolares | Palatais | Velares | Labio- velares | Glotal |
| ---------------- | --------- | -------------- | ------- | ---------- | ------------------ | -------- | ------- | -------------- | ------ |
| Nasais           | m         |                |         | n          |                    |          | ŋ       |                |        |
| Plosivas         | p b       |                |         | t d        |                    |          | k ɡ     |                |        |
| Africadas        |           |                |         |            | tʃ dʒ              |          |         |                |        |
| Fricativas       |           | f v            | θ ð     | s z        | ʃ ʒ                | ç        | x       |                | h      |
| Vibrante simples |           |                |         | ɾ          |                    |          |         |                |        |
| Aproximantes     |           |                |         | ɹ          |                    | j        |         | ʍ w            |        |
| Lateral          |           |                |         | l          |                    |          |         |                |        |

## Gramática
A língua inglesa possui um sistema de inflexão muito simples, se comparado com a maioria das línguas indo-europeias. Não tem gênero gramatical, pois os adjetivos são invariáveis. Há entretanto, resquícios de flexão casual (o genitivo saxônico e pronomes oblíquos).[carece de fontes?]
Os verbos regulares têm apenas 6 formas distintas, duas das quais não se usam mais.
Ex: love (forma básica), lovest (2ª pessoa singular do presente do indicativo ativo — obsoleta), loves ou loveth (3ª pessoa singular do presente do indicativo ativo — a segunda é obsoleta), loved (particípio passado e todas as pessoas menos a segunda singular do pretérito simples ativo), lovedst (2.ª pessoa singular do pretérito simples ativo — obsoleta) e loving (particípio presente e gerúndio).[carece de fontes?]
Não há formas passivas sintéticas, mas apenas três modos: indicativo, imperativo e subjuntivo, este raramente usado.[carece de fontes?]

## Influência da língua francesa

Influências no vocabulário inglês

Devido à afluência das palavras de origem francesa a partir da invasão normanda em 1066, há em inglês pares de palavras usadas em contextos específicos e que correspondem a uma só nas línguas faladas em áreas próximas da Inglaterra. Notadamente, há, em inglês, uma palavra para designar o animal vivo (normalmente de origem anglo-saxã) e uma para a carne dele (normalmente, de origem francesa). Exemplo: ox (do anglo-saxão oxa), para designar o boi, e beef (do francês boef ou buef), para a carne de boi. Um outro exemplo é para festa de casamento e a instituição. A festa tem o nome de wedding, enquanto a instituição, marriage, que vem do francês marriage.[carece de fontes?]
Outros exemplos de palavras de origem francesa:
- résumé — curriculum vitae
- royal — referente à realeza
- hors d'oeuvres — aperitivos
- arrive — do francês ariver, chegar
- sublime — do francês sublime
- challenge — do antigo francês chalengier, desafiar
- toilet — do francês toilette, banheiro
- fiancé/fiancée — noivo/noiva
- language — do antigo francês langage
- café — o estabelecimento, não a bebida